# (20108) 1995 QZ9
(20108) 1995 QZ9 est un objet transneptunien du groupe des plutinos.

## Caractéristiques
(20108) 1995 QZ9 mesure environ 150 km de diamètre.

## Orbite
L'orbite de 1995 QZ9 possède un demi-grand axe de 39,31 ua et une période orbitale d'environ 250 ans. Son périhélie l'amène à 33,65 ua du Soleil et son aphélie l'en éloigne de 45,97 ua. Il s'agit d'un plutino.

## Découverte
1995 QZ9 a été découvert le 29 août 1995.